# Servant (serie televisiva)
Servant è una serie televisiva statunitense creata da Tony Basgallop, che viene distribuita su Apple TV+ dal 28 novembre 2019.
Nel dicembre 2020 la serie viene ufficialmente rinnovata per una terza stagione. Nel dicembre 2021 M. Night Shyamalan ha annunciato il rinnovo di Servant per una quarta e ultima stagione.

## Trama
La serie segue i genitori Dorothy e Sean Turner, che assumono la giovane tata Leanne per accudire una bambola reborn, l'unico strumento che è servito a riportare Dorothy dallo stato catatonico in cui è caduta dopo la morte del figlio Jericho. Con il passare del tempo, però, mentre la stessa Dorothy è convinta che la bambola sia il vero Jericho, Sean comincia a sospettare di Leanne.

## Episodi
| Stagione         | Episodi | Pubblicazione USA | Pubblicazione Italia |
| ---------------- | ------- | ----------------- | -------------------- |
| Prima stagione   | 10      | 2019-2020         | 2019-2020            |
| Seconda stagione | 10      | 2021              | 2021                 |
| Terza stagione   | 10      | 2022              | 2022                 |
| Quarta stagione  | 10      | 2023              | 2023                 |

## Luoghi delle riprese
La serie è stata girata a Filadelfia da novembre 2018 a marzo 2019. Le scene esterne si sono svolte nel centro di Filadelfia vicino a Spruce e 21st Streets. Un set per le riprese all'interno della casa Turner è stato costruito in un'antica fabbrica di vernici a Bethel Township, nella Contea di Delaware, in Pennsylvania.
Lo chef italiano Marco Vetri è stato consulente alimentare per le scene di cucina.

## Distribuzione
Servant ha debuttato l'11 marzo 2022 sulla piattaforma di video on demand Apple TV+, in tutti i paesi in cui il servizio è disponibile.

### Edizione italiana
La direzione del doppiaggio è di Fabrizio Pucci e i dialoghi italiani sono curati da Marina Guadagno e lo stesso Pucci per conto della Dubbing Brothers Int. Italia che si è occupata anche della sonorizzazione.

## Accoglienza
Su Rotten Tomatoes, la serie detiene una valutazione di approvazione dell'84% basata su 38 recensioni, con una valutazione media di 6,88/10. Il consenso critico del sito recita: "Sebbene il mistero di Servant vaghi spesso in angoli bui e affollati, la sua atmosfera claustrofobica e le sue potenti prestazioni creano abbastanza tensione per mantenere attenti gli spettatori". Su Metacritic, ha un punteggio medio ponderato di 68 su 100 sulla base delle recensioni di 14 critici, che indicano "recensioni generalmente favorevoli".